# Arthez-de-Béarn
Arthez-de-Béarn é uma comuna francesa na região administrativa da Nova Aquitânia, no departamento dos Pirenéus Atlânticos. Estende-se por uma área de 27,8 km². Em 2010 a comuna tinha 1 891 habitantes (densidade: 68 hab./km²).